# Kosrat Rasul Ali

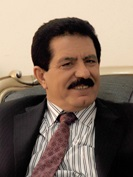
Kosrat Rasul Ali

Kosrat Rasul Ali (Sorani کۆسرەت ڕەسووڵ عەلی; * 1952 bei Ranya) ist der derzeitige kommissarische Vorsitzende der Patriotischen Union Kurdistans (PUK).

## Leben
Kosrat wurde 1952 in Schiwaschok in der Nähe von Ranya im damaligen Königreich Irak in eine Notabelnfamilie geboren. 1975 trat er zunächst der Demokratischen Partei Kurdistans bei, kurz darauf deren Abspaltung Komala, deren studentische Aktivitäten er organisierte. 1977 wurde er von irakischen Polizeikräften festgenommen, drei Monate später aber freigelassen. Seit 1984 übernahm er verschiedene Führungsaufgaben bei der PUK und wurde 1985 bei einem Gefecht am Hals verwundet. Während des Raperîn – Aufstandes war er als Kommandant der Peschmerga für die Einnahme Kirkuks und Erbils verantwortlich, er kommandierte auch Einheiten der PUK – Peschmerga im DPK-PUK-Konflikt sowie im Kampf gegen Ansar al-Islam im Jahr 2003. 1992 erhielt er einen Sitz im Parlament Kurdistans, 1993 wurde er stellvertretender Premierminister der Autonomen Region Kurdistan. 2005 und erneut 2009 wurde er zu deren Vizepräsident gewählt. Seit dem Tod Dschalal Talabanis ist er Erster Stellvertretender Generalsekretär der PUK und leitet die Partei kommissarisch.